# Gairo (Iolonioro)
Gairo est une localité du département de Iolonioro, dans la province du Bougouriba (région du Sud-Ouest) au Burkina Faso. En 2006, cette localité comptait 468 habitants dont 59.6% de femmes.